# Metro van Lausanne
Lijn M2 (Frans: Ligne M2) van de metro van Lausanne (Métro de Lausanne) is een lichte metro met voertuigen op luchtbanden. De uitvoering is in handen van de Transports publics de la région Lausannoise (TL). Lijn M2 is ontstaan uit de complete reconstructie van de voormalige tandradbaan Lausanne-Ouchy, die hierbij in noordelijke richting verlengd werd tot Épalinges. De Tramway du Sud-Ouest Lausannois, een sneltramlijn, wordt als lijn M1 op de TL-netwerkkaart aangeduid.

## Geschiedenis

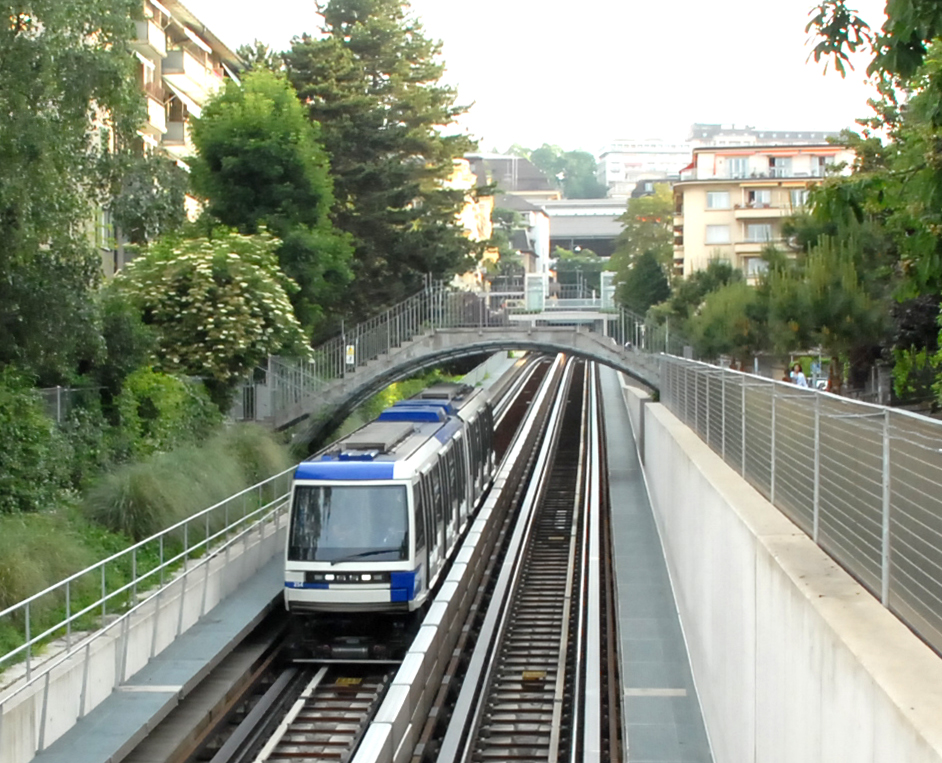
Treinstel M2 tussen Grancy en Délices

De bouw van het traject begon op 15 maart 2004. Op 22 februari 2005 trad tijdens het boren onder de Place Saint-Laurent een lekkage van grondwater op. Het gebied rond Place Saint-Laurent werd enkele dagen afgesloten voor publiek.
Precies elf maanden later werd op 22 januari 2006 de tandradbaan Lausanne-Ouchy buiten werking gesteld om de ombouw van het traject mogelijk te maken.
Op 18 september 2008 werd door Moritz Leuenberger (minister van Vervoer) en burgemeester Daniel Brélaz het traject officieel geopend. Door aanhoudende storingen werd pas op 27 oktober 2008 begonnen met personenvervoer.

### Techniek
Bij deze metro werd gebruikgemaakt van Franse technologie. De voertuigen zijn 30,68 meter lang, 2,45 m breed en 3,47m hoog, en kunnen maximaal 351 passagiers vervoeren. Het eerste voertuig werd op 2 september 2006 geleverd.
De andere voertuigen volgden in een frequentie van twee maanden. Op 23 augustus 2007 werd begonnen met het testen van het traject en de voertuigen.
De M2 wordt automatisch bestuurd. Het is geen systeem VAL, maar een systeem van Matra, met luchtbanden en stalen hulpwielen. Het principe van de rijbaan werd afgeleid van de Parijse metro. Er zijn totaal 15 door Alstom geproduceerde voertuigen beschikbaar die in de praktijk gekoppeld rijden. Deze voertuigen hebben een grote overeenkomst met het MP 89 CA-materieel van de Parijse metrolijn 14.

## Traject

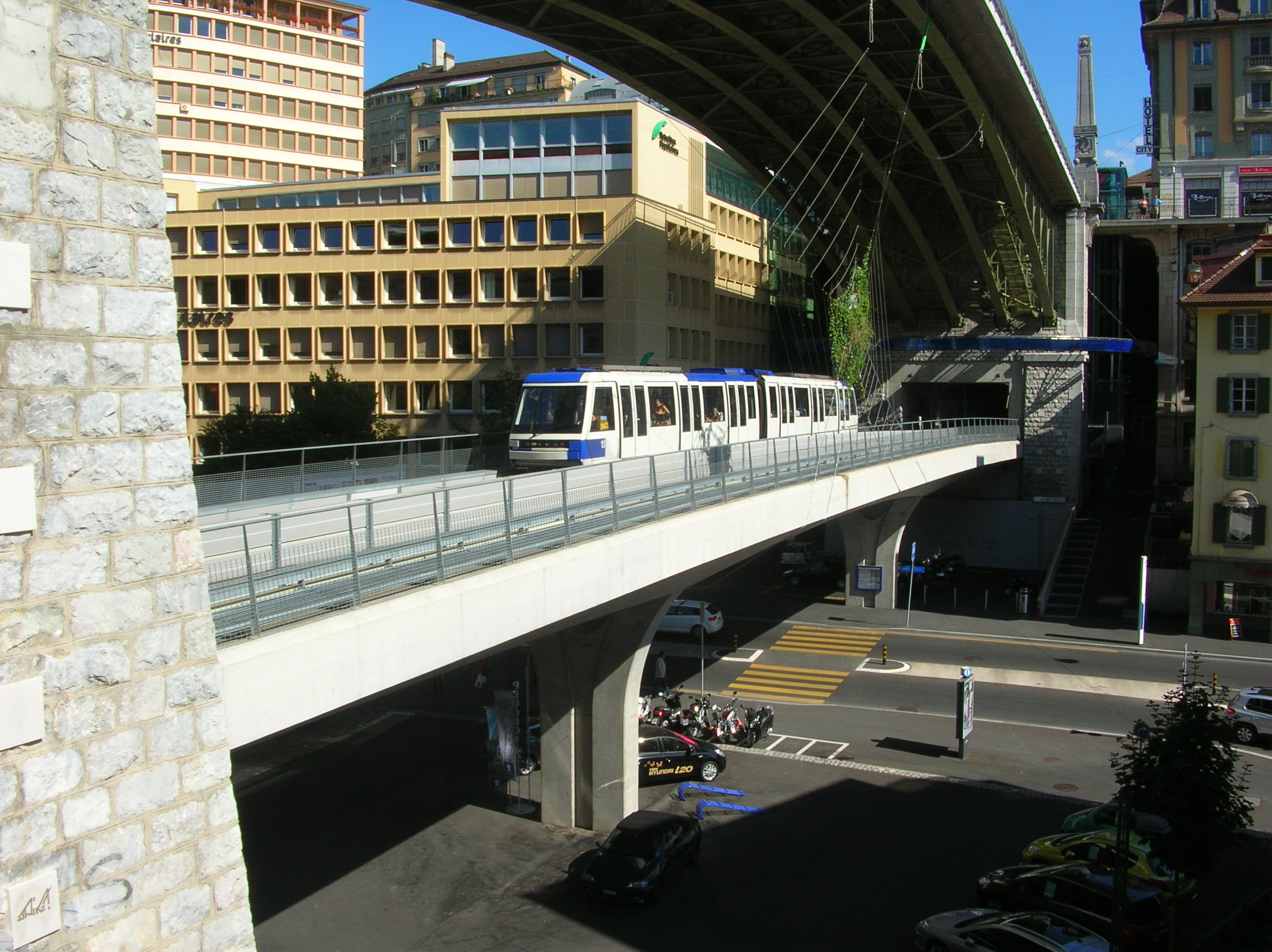
Treinstel M2, Pont Saint-Martin

Het traject van de metro van Lausanne heeft een lengte van 5,9 kilometer en heeft totaal 14 stations waarvan er vier reeds bestonden. Het hoogteverschil tussen de eindpunten Ouchy en Croisettes bedraagt 336 meter, de maximale helling is 12%. Er werden over een lengte van 90% van het traject vier tunnels gebouwd.
Het traject begint in Ouchy aan de oever van het meer van Genève en loopt tussen Lausanne en Ouchy over het oorspronkelijke traject van de voormalige tandradbaan Lausanne-Ouchy. Het bestaande station Montriond werd vervangen door de stations Délices en Grancy. Hier begint de tweede tunnel naar het voormalige eindpunt Flon. Na het station Flon begint een nieuw traject en eindigt de tweede tunnel na het station Riponne. De derde tunnel eindigt kort voor La Sallaz. Onmiddellijk na dit station begint de vierde tunnel richting de eindhalte.
Het traject eindigt in Croisettes aan de rand van Épalinges met de mogelijkheid voor een latere uitbreiding naar het centrum van Épalinges en Le Chalet-à-Gobet. Omdat het station Vennes direct aan de snelweg A9 gelegen is werd hier een grote Parkeer en Reis-voorziening aangelegd. In Vennes bevindt zich ook het depot en de verkeersleiding.

## Elektrische tractie
Het traject is uitgerust met een derde rail en geëlektrificeerd met een spanning van 650 V gelijkstroom.